# 中国人民解放军击落美国侦察机行动列表
1949年9月5日至1969年底，中国人民解放军空军、海军航空兵及地方高射炮部队共击落进入中国大陆领空的美军及中华民国空军飞机95架，击伤200架。

## 击落美军有人飞机战例
1952年9月20日，空军第二师飞行员何中道、李永年在上海地区击落美国空军B-29型飞机1架，取得了中国人民解放军空军航空兵执行国土防空作战任务的第一次战果。
1952年11月22日，驻上海的解放军空军2师6团在上海外海击落美军PB4Y-2巡逻轰炸机一架。
1952年11月，驻吉林部队击落美国运输机一架，机上的中情局特工理查德·费克图与约翰·唐尼被俘。
1953年3月6日，驻青岛的解放军空军14师42团在青岛外海击落美海军F4U海盜式戰鬥機一架。
1953年4月23日，驻上海的空2师6团在长江口启东外海击落美军P2V侦察机一架。
1953年11月6日，驻青岛的空14师40团青岛外海击落美海军PBM-5A水上侦察机一架。
1956年8月22日夜间，驻上海的空2师6团在浙江舟山上空击落美军P4M-1Q电子侦察机一架，机上美军14人全部死亡。
1965年9月20日，驻海南海口海航4师10团在海口上空击落美国空军F-104星式戰鬥機一架，美军飞行员菲利普·埃尔登·史密斯被俘。
1966年4月12日，驻广东遂溪空26师在雷州半岛以东海面击落美国海军A-3B攻击机一架。10月5日，空军驻桂部队击落美国空军RA-3D型侦察机1架。
1967年4月24日，美国空军的两架F-4B战斗机在广西板兴上空被击落。
1967年5月1日，美国海军的2架A-4B攻击机侵入广西峒中上空被击落。
1967年6月26日，驻海南海口海航6师16团在三亚以南上空击落美国海军F-4C战斗机一架。
1967年8月21日，美国海军的二架A-6A攻击机侵入广西十万大山上空被击落，四名美军飞行员三人死亡，一人被俘。